# Emil Jungmann

Franz Emil Jungmann

Franz Emil Jungmann (* 6. August 1846 in Sangerhausen; † 8. April 1927 in Dresden) war ein deutscher Philologe, Altphilologe und Pädagoge.

## Leben
Jungmann lernte zunächst an der Bürgerschule in Sangerhausen und von 1860 bis 1866 gemeinsam mit Friedrich Nietzsche und Ulrich von Wilamowitz-Moellendorff an der Schulpforta. Alle drei wurden vom Philosophen Max Heinze unterrichtet und beeinflusst. Jungmann orientierte sich an den Werken Platons, der Schule von Stoa, Schleiermachers und Goethes. Nach dem Abitur studierte er Klassische Philologie bei Friedrich Ritschl an der Universität Leipzig. Er promovierte 1869 mit der Dissertation Quaestionum Fulgentianarum capita triazum zum Dr. phil. und beendete im gleichen Jahr sein Studium mit dem Staatsexamen. Nietzsche war zwei Jahre lang sein Kommilitone. Jungmann trat dem Klassisch-Philologischen Verein zu Leipzig bei, dem auch später als Alter Herr verbunden blieb, und wurde 1871 Mitglied der Burschenschaft Arminia.
Zunächst wurde er Hilfslehrer am Gymnasium zu Freiberg (Gymnasium Albertinum). Ab 1871 war er Gymnasiallehrer (als Professor und Geheimer Studienrat) an der Thomasschule zu Leipzig. Besonderes Ansehen verschaffte er sich mit seinem Deutsch- und Geschichtsunterricht. Im Jahr 1874 wurde er Konrektor der Schule und ab 1881 hielt er das Amt des Rektors inne. Damit trat er die Nachfolge Friedrich August Ecksteins an. Zum 700-jährigen Bestehen der Thomasschule wurde eine bronzene Grußplakette mit einem Kopfporträt von ihm herausgegeben. In Personalallianz war er auch Vorsteher des Thomanerchores. Durch die Strapazen des Ersten Weltkriegs – viele Thomasschüler dienten als Einjährig-Freiwillige und der Chor war kaum noch handlungsfähig – legte er seine Ämter im Juli 1917 nieder. Ab 1901 war er ordentliches Mitglied des Vereins für Erdkunde zu Leipzig.
Jungmann wurde 1901 zum außerordentlichen Professor und 1912 zum ordentlichen Honorarprofessor für Gymnasialpädagogik an der Universität Leipzig berufen. Er hielt Vorlesungen zur Didaktik und Geschichte der Pädagogik. Gleichzeitig wurde Jungmann nach dem Tod von Richard Richter 1901 Direktor des Praktisch-Pädagogischen Seminars der Philosophischen Fakultät. Außerdem wirkte er als stellvertretender Vorsitzender der Wissenschaftlichen und Pädagogischen Prüfungskommission für Kandidaten des höheren Schulamtes. Im Jahr 1921 wurde er emeritiert. Er war Mitarbeiter an den Jahnschen Jahrbüchern für Philologie und Pädagogik.
Nach kurzer Krankheit verstarb Emil Jungmann 1927 in Dresden. Er wurde auf dem Johannisfriedhof in Dresden-Tolkewitz beigesetzt.

## Würdigung
Jungmann war Ritter I. Klasse des sächsischen Zivilverdienstordens, Komtur II. Klasse des Albrechts-Ordens und Träger des sächsischen Kriegsverdienstkreuzes.
Die Jungmannstraße, eine Anliegerstraße in Leipzig-Wahren, wurde 1929 nach ihm benannt.

## Schüler an der Universität
- Reinhold Backmann (1884–1947), Lehrer und Germanist
- Karl Buchheim (1889–1982), Historiker und Philosoph
- Ephraim Carlebach (1879–1936), orthodoxer Rabbiner[10]
- Arthur Franz (1881–1963), Romanist
- Johannes Friedrich (1893–1972), Altorientalist
- Albrecht Philipp (1883–1962), Politiker (DNVP)
- Johannes Prüfer (1882–1947), Pädagoge und Fröbelforscher

## Werke
- Coniectanea fulgentiana. Edelmann, Leipzig 1872, S. 27–42.
- Quaestiones Gennadianae. Edelmann, Leipzig 1881, 25 S.
- Gedächtnisrede auf den verstorbenen ehem. Rektor Prof. Dr. Friedrich August Eckstein. Edelmann, Leipzig 1885, S. 25–30.
- Die Feier des siebenhundertjährigen Bestehens der Thomasschule. Edelmann, Leipzig 1913, S. 28–51.
- Festrede bei der Feier des siebenhundertjährigen Bestehens der Thomasschule. Edelmann, Leipzig 1913, S. 34–37.